# Nikon D1
Aucun D2
Le Nikon D1 est un appareil photographique reflex numérique fabriqué par Nikon. Lancé le 15 juin 1999, c'est le premier appareil reflex numérique conçu entièrement par un grand fabricant.
Il intègre un capteur de 2,7 mégapixels au format Nikon DX, un mode rafale à 4,5 images par seconde et accepte la ligne d'objectifs Nikkor à monture F. Le boîtier ressemble fortement au F5 et a pratiquement la même disposition des contrôles, permettant aux utilisateurs d'appareils photographiques argentiques mono-objectifs Nikon d'être rapidement productifs.
C'est le premier appareil photo numérique qui pouvait vraiment remplacer un appareil argentique 35 mm pour bien des photographes professionnels, spécialement pour le journalisme et le sport. Le boitier est tropicalisé, idéal pour les contraintes d'environnement climatiques.
Il a été remplacé par le modèle Nikon D2.

## D1H et D1X
Le D1 a été remplacé par les boîtiers D1H et D1X le 5 février 2001. Chacun de ces boitiers disposaient du même capteur CCD, mais avec une répartition des pixels différentes.
Le D1X était orienté photo de studio. Il offrait la plus haute définition avec 3 008 × 1 960, un capteur de 5,3 mégapixels et un mode rafale de 3 images par seconde sur 9 vues consécutives. La particularité de ce boitier réside sur le fait que c'est le seul au monde à disposer d'une dimension de pixel rectangulaire, et non carrée. Cette particularité avait l'avantage de pouvoir extrapoler les trames du cliché photo, tout en disposant d'une économie de stockage des images sur la carte. Par la suite, à l'aide du logiciel Nikon Capture (et de son successeur Capture NX), il était possible de régénérer l'extrapolation de pixels pour disposer des photos à 10 millions de pixels.
Le D1H était quant à lui orienté sur la photographie nécessitant la rapidité d'action (sport, etc.), gardant un capteur de 2,7 mégapixels, mais offrant un mode rafale de cinq images par seconde et jusqu'à 40 images consécutives. Tout comme le D1, son capteur disposait de pixels carrés.